# ماریولینا د فانو
ماریولینا دِ فانو (ایتالیایی: Mariolina De Fano؛ ‏ ۱۴ اکتبر ۱۹۴۰ – ۱۸ اوت ۲۰۲۰) بازیگر اهل ایتالیا بود.
از فیلم‌هایی که وی در آن‌ها نقش داشته‌است، می‌توان به و اینک سکس اشاره نمود.